# Paropsia humblotii
Paropsia humblotii là một loài thực vật có hoa trong họ Lạc tiên. Loài này được H. Perrier mô tả khoa học đầu tiên năm 1940.